# Brachydiplax yunnanensis
Brachydiplax yunnanensis е вид водно конче от семейство Libellulidae.

## Разпространение
Видът е разпространен в Китай (Юннан).